# Leptacis disticha
Leptacis disticha är en stekelart som beskrevs av Peter Neerup Buhl 2005. Leptacis disticha ingår i släktet Leptacis och familjen gallmyggesteklar. Inga underarter finns listade i Catalogue of Life.